# Цапко, Геннадий Павлович
Геннадий Павлович Цапко  (род. 3 апреля 1949 года, Донецк) – специалист в области автоматики и вычислительной техники, доктор технических наук, профессор, заведующий кафедрой автоматики и компьютерных систем Томского политехнического университета. Директор Научно-образовательного центра по подготовке специалистов по CALS-технологиям. Президент Томского отделения данной академии (2000). Академик Международной академии информатизации (1997). Директор Томского регионального центра информатизации при Томском политехническом университете (2004).

## Биография
Геннадий Павлович Цапко родился 3 апреля 1949 года в Донецке. В 1971 году окончил учебу на факультете автоматики и вычислительной техники Таганрогского радиотехнического института (ныне Инженерно-технологическая академия ЮФУ), получив специальность «Электронные вычислительные машины». В 1980 году окончил аспирантуру Томского политехнического института по специальности «Приборы и устройства неразрушающего контроля материалов и изделий». В этом же году защитил кандидатскую диссертацию на тему «Разработка и исследование высокостабильных средств долговременного радиометрического контроля плотности материалов».
Работал в Томском политехническом институте младшим научным сотрудником (1971—1976), старшим инженером НИИ электронной интроскопии ТПИ (1976—1977), доцентом кафедры вычислительной техники (1983—1988), заведующим кафедрой автоматики и компьютерных систем (с 1988 г.). С 1996 года является членом Российской академии информатизации образования (РАИО), Международной академии информатизации.
В 1995 году защитил докторскую диссертацию на тему: «Методы и средства Е-сетевого моделирования в задачах анализа и синтеза сложных управляемых динамически реконфигурируемых систем».
Учителями и наставниками Геннадия Павловича были профессора В. А. Москалев, В. И. Горбунов, В. З. Ямпольский.
Область научных интересов: моделирование вычислительных процессов в бортовых ЭВМ космических аппаратов, автоматизированные системы управления технологическими процессами на предприятиях, программное обеспечение для летательных аппаратов.
Геннадий Павлович Цапко имеет 15 патентов на изобретения, является автором около 100 научных работ. Под его руководством было подготовлено и защищено 16 кандидатских диссертаций.
В Томском политехническом институте читает лекции: «Электронные вычислительные машины и системы», «Микропроцессорные системы управления», «Новые информационные технологии в системах управления».

## Награды
- Золотая медаль имени академика М. Ф. Решетнева (2005)